# Parafyzoidy

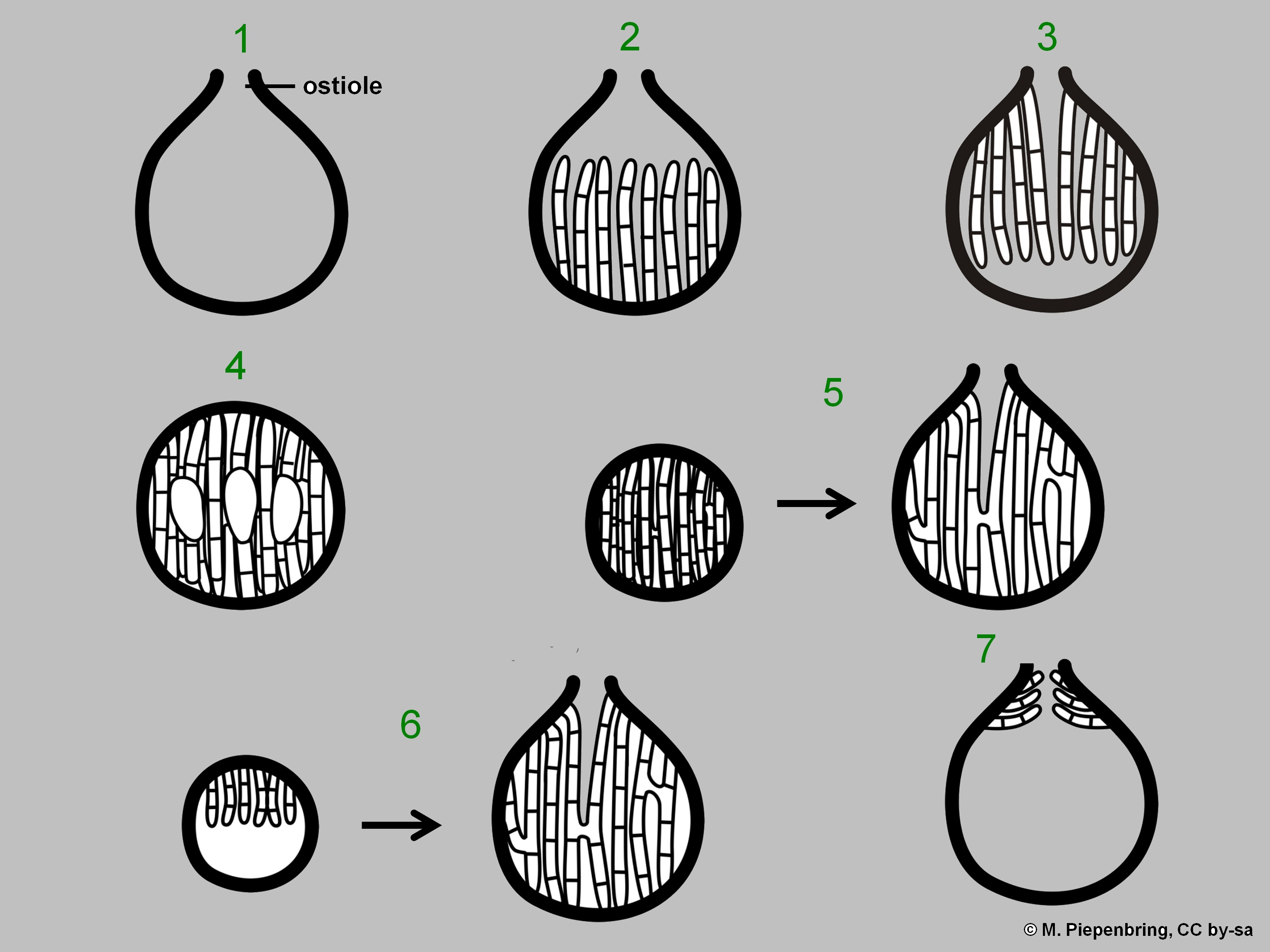
Typy hamatecjum: 1 – pusty owocnik, 2 – z parafizami, 3 – z parafizami wierzchołkowymi, 4 – ze strzępkami pseudparenchymy, 5 – z parafyzoidami, 6 – z pseudoparafizami, 7 – z peryfizami

Parafyzoidy lub parafizoidy (ang. paraphysoids) – rodzaj płonnych strzępek występujących w owocnikach typu askostroma u niektórych grzybów. Czasami wyrastają w komorach podkładek jeszcze przed rozwojem worków, a czasami rosną równocześnie z workami jak pseudoparafyzy, są jednak od nich węższe. Niektóre parafyzoidy są z rzadka septowane i tworzą anastomozy (np. u gatunków z rodziny Melanommataceae). Od pseudoparafiz parafyzoidy odróżniają się tym, że nie wyrastają ze szczytu owocnika, lecz powstają na miejscu, między workami.
Oprócz parafyzoidów w hamatecjum (czyli zbiorze płonnych elementów owocnika) mogą się znajdować wstawki, nibywstawki, peryfyzoidy i peryfizy. Obecność tych elementów i ich morfologia mają duże znaczenie przy oznaczaniu wielu gatunków grzybów, zwłaszcza mikroskopijnych.